# Sachsenrieder Bähnle

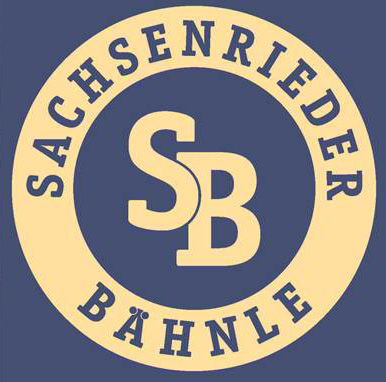
Logo des Sachsenrieder Bähnles

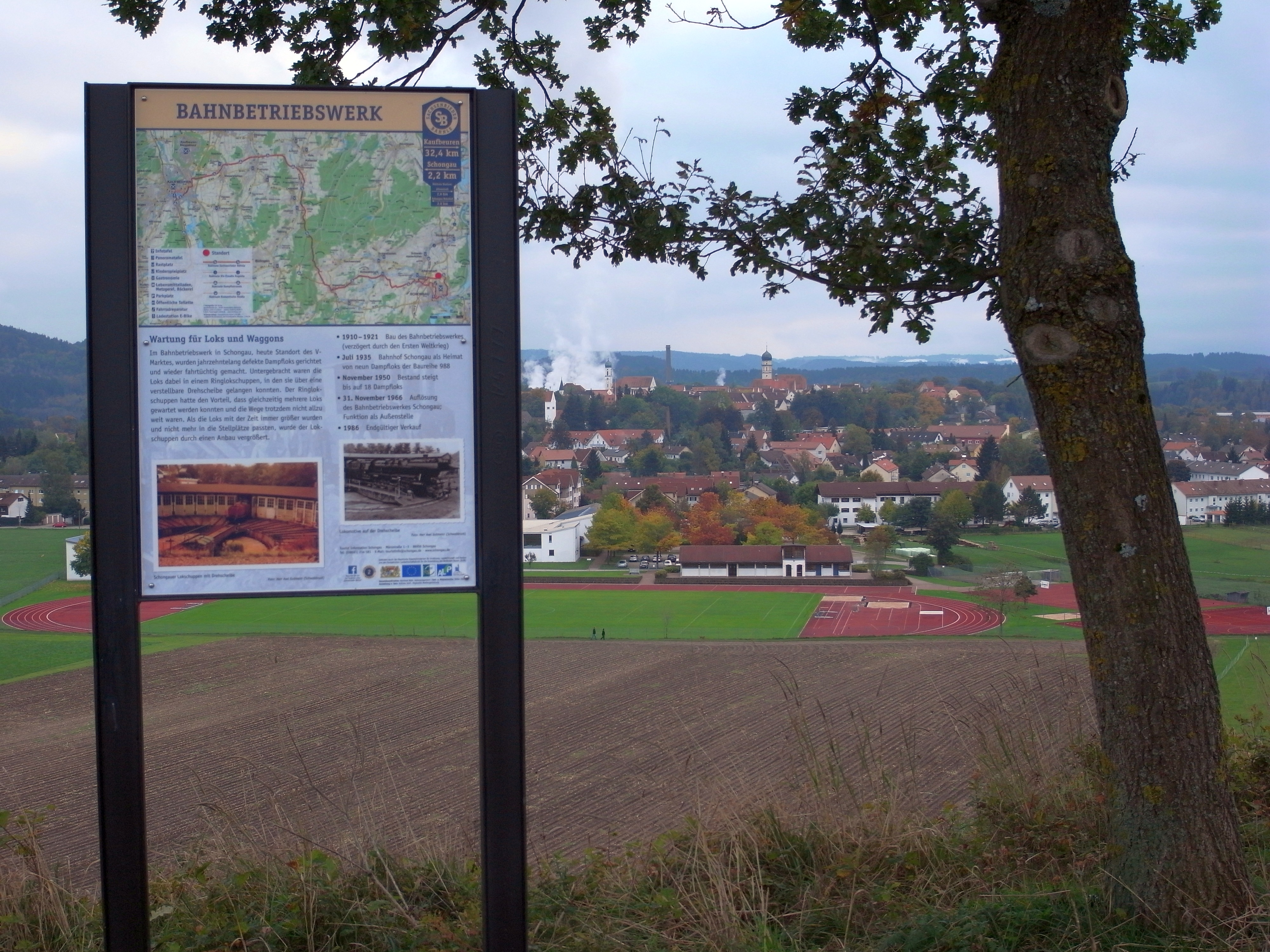
Infotafel an der Siechenhalde nördlich Schongau, mit Blick über die Altstadt

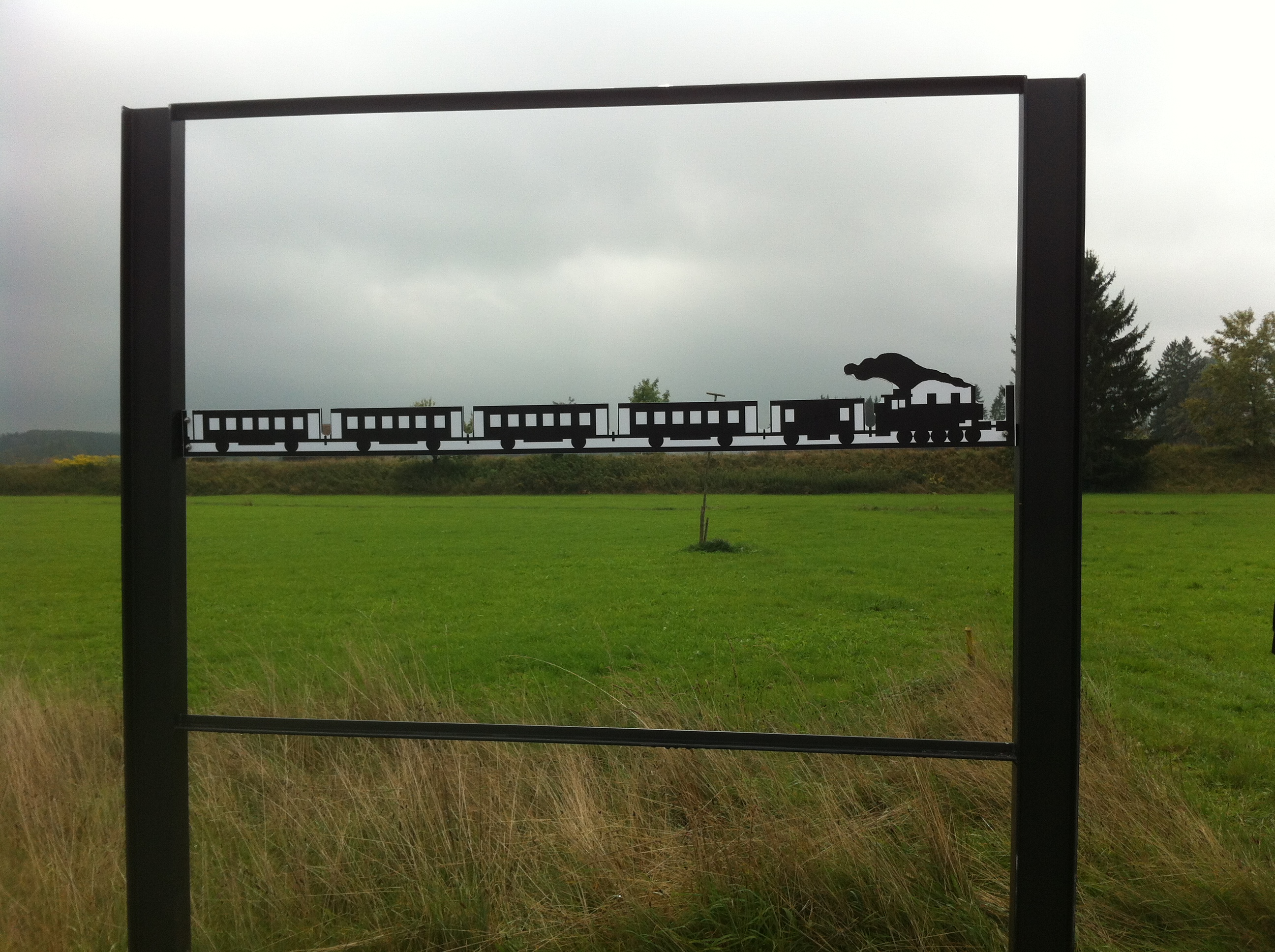
Durchblickpanorama bei Schwabbruck

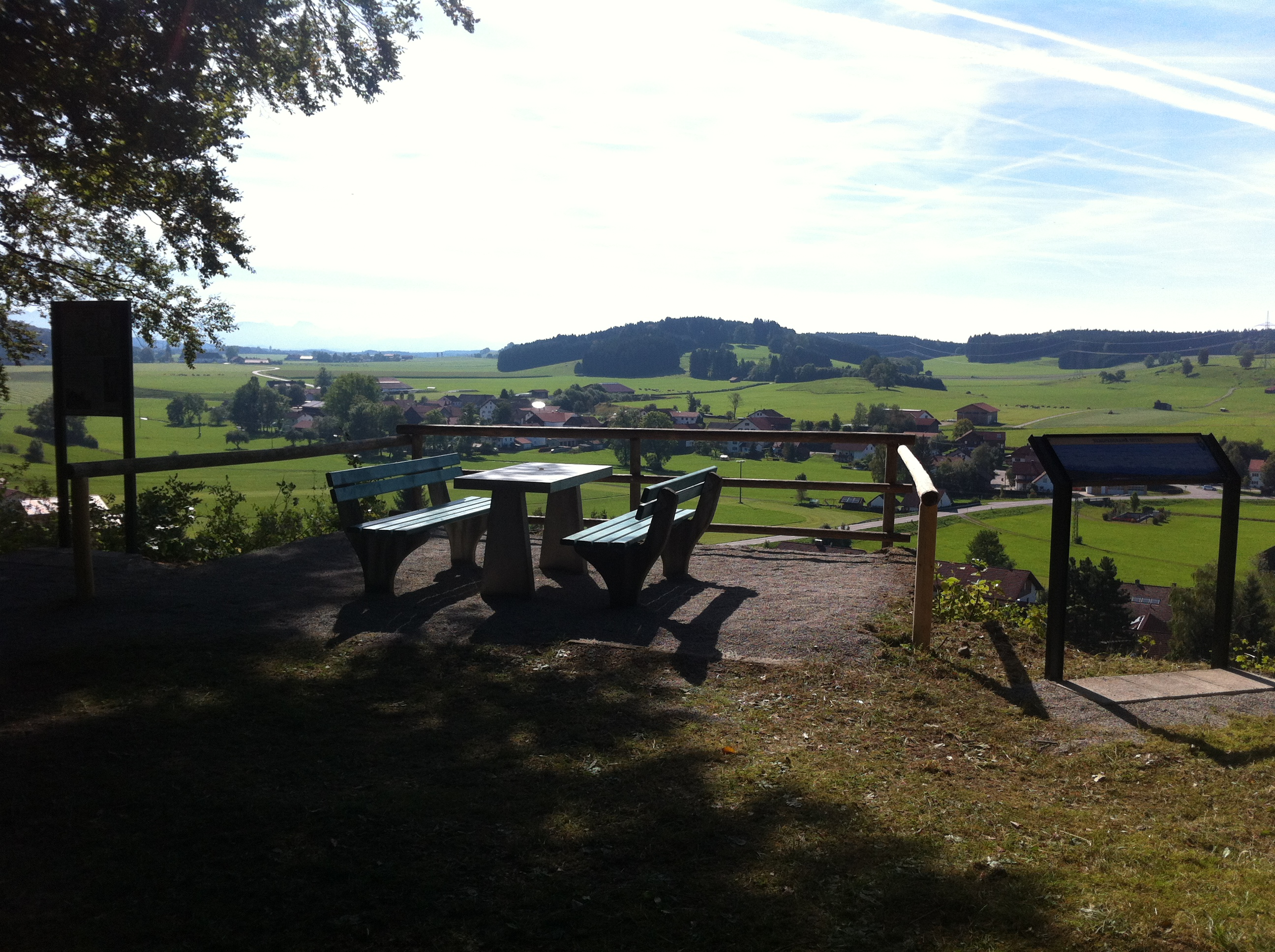
Rastplatz bei Osterzell mit Informationstafel (li.) und Alpenpanorama (re.)

Das Sachsenrieder Bähnle ist ein knapp 35 Kilometer langer Radwanderweg, der in wesentlichen Teilen auf der Trasse der 1972 stillgelegten Bahnstrecke Kaufbeuren–Schongau verläuft und den alten volkstümlichen Namen dieser Bahnstrecke trägt.

## Geschichte
Der letzte Personenzug auf der Nebenstrecke zwischen Schongau und Kaufbeuren fuhr am 30. September 1972, in den Jahren danach wurde der Güterverkehr mit Ausnahme der Teilstrecke Schongau–Altenstadt weitgehend eingestellt. In den 1970er Jahren wurden die Gleise größtenteils abgebaut. Im Landkreis Ostallgäu wurde in den 1990er Jahren auf der aufgelassenen Trasse bis zum Sachsenrieder Forst ein Radweg angelegt. In den 2000er Jahren reifte im Landkreis Weilheim-Schongau die Idee, Schongau mit Hilfe eines Radweges zum Thema Eisenbahn an diesen bestehenden Radweg im Ostallgäu anzubinden.
Nachdem die Errichtung Ende 2011 beschlossen wurde und Fördergelder der EU zur Verfügung standen, wurde der Radweg 2013 unter Federführung der Lokalen Aktionsgruppe Auerbergland-Pfaffenwinkel angelegt und am 29. September 2013 eröffnet. Der Termin wurde anlässlich des Jahrestages der Personenverkehr-Einstellung am 30. September 1972 gewählt. Mit einem Festgottesdienst am ehemaligen Waldbahnhof wurde der Radweg gesegnet und seiner neuen Bestimmung übergeben.
2021 wurde das Sachsenrieder Bähnle von Altenstadt bis Kaufbeuren in das landesweite Fernradroutennetz Bayernnetz für Radler aufgenommen und die Wegweisung um das entsprechende Logo ergänzt.

## Verlauf
Das Sachsenrieder Bähnle führt vom Bahnhof Schongau bis zum ehemaligen Waldbahnhof im Sachsenrieder Forst auf Wanderwegen und überwiegend wenig befahrenen Ortsverbindungsstraßen südlich der alten Trasse, da in diesem Bereich viele Teile der alten Trasse verschwunden sind, und im weiteren Verlauf auf der Trasse der ehemaligen Zugstrecke bis zum Bahnhof Kaufbeuren. Die Route führt von Schongau über Altenstadt (mit der Basilika St. Michael), Schwabbruck, Ingenried, vorbei am namensgebenden Dorf Sachsenried, durch den Sachsenrieder Forst und über Osterzell, Kaltental, Stöttwang und Mauerstetten auf schwäbischer Seite zum Bahnhof in Kaufbeuren. Von kurz vor Osterzell bis Kaufbeuren ist die Streckenführung identisch mit der Dampflokrunde. Die Anbindung an das Eisenbahn-Streckennetz in Schongau und Kaufbeuren ermöglicht die Anreise mit der Bahn.
Das Sachsenrieder Bähnle verläuft auf seiner gesamten Länge parallel zum Allgäu-Radweg, der über Marktoberdorf und Kempten (Allgäu) weiter bis nach Isny im Allgäu führt.

## Erlebnischarakter
Der Radweg hat interaktiven und informativen Charakter. So werden auf Informationstafeln Themen um die ehemalige Bahnstrecke Kaufbeuren–Schongau mit historischen Abbildungen erläutert. Zusätzlich zu diesen Informationen kann sich der Radler mit Hilfe eines QR-Codes auf den Tafeln Original-Videoausschnitte von der letzten Fahrt eines Zuges auf der Strecke im Jahr 1972 auf dem Smartphone ansehen. Auf interaktiven Spieletafeln wird den Radlern auf der Vorderseite der Tafel eine Eisenbahnfrage gestellt und mit Hilfe eines Stöpsels kann die Richtigkeit der Antwort auf der Rückseite überprüft werden. Durchblickpanoramen entlang des Radweges geben einen Eindruck, wie es auf der Eisenbahntrasse einmal ausgesehen haben könnte. Entlang des Radweges wurde originales Eisenbahnmaterial wie Signalanlagen oder eine Köf II, eine Kleinlokomotive, aufgestellt.
Im Sachsenrieder Forst und bei Schwabbruck sind zwei Eisenbahnbrücken bis heute erhalten geblieben. Zudem stehen entlang der Strecke immer wieder Kilometersteine, die die Entfernung bis zum Kaufbeurer Bahnhof angeben.

## Rastplätze
Entlang des Radweges befinden sich mehrere Rastplätze mit Sitzgelegenheiten, Fahrrad-Abstelleinrichtungen und Informations- oder Spieletafeln. An Rastplätzen mit einem Blick in die Berge werden die Namen der sichtbaren Alpengipfel auf einer Panorama-Tafel näher erläutert.

## Anschlussmöglichkeiten
- Radrunde Allgäu in Kaufbeuren
- Lechradweg in Schongau
- Via Claudia Augusta (Radweg) in Schongau